# Blair Rasmussen
Pour les articles homonymes, voir Rasmussen.
Blair Allen Rasmussen, né le 13 novembre 1962 à Auburn dans l'État de 
Washington, est un ancien joueur américain de basket-ball ayant évolué au poste de pivot.
Après avoir passé sa carrière universitaire dans l'équipe des Ducks de l'Oregon, il a été drafté en 15e position par les Nuggets de Denver lors de la Draft 1985 de la NBA.